# جون كايل (سياسي)
جون كايل (بالإنجليزية: John Kyle)‏ هو سياسي بريطاني، ولد في 1951 في بلفاست في المملكة المتحدة. حزبياً، نشط في الحزب الاتحادي التقدمي ‏.